# Potamilus amphichaenus
Potamilus amphichaenus позната још као Texas heelsplitter је речна шкољка из реда Unionoida и фамилије Unionidae. 

## Распрострањење
Сједињене Америчке Државе су једино познато природно станиште врсте.

## Станиште
Станиште врсте су слатководна подручја. 